# Myggor och tigrar
Myggor och tigrar är en svensk roman från år 2007 av Maja Lundgren, som bland annat har liknats vid Strindbergs Inferno. Den följde upp hennes föregående, mycket framgångsrikt mottagna roman Pompeji (2001), men fick ett betydligt mer blandat mottagande med en hel del kritik. Samtidigt väckte den speciell uppmärksamhet för sin utlämnande skildring av de litterära kotterierna i Sverige och det där, enligt Lundgren, rådande manliga föraktet för kvinnor. Flera namngivna författare och skribenter skildas i romanen som outhärdliga mansgrisar, men Lundgren lämnar också ut sig själv.
En skildring av Lundgrens erfarenheter av det italienska brottssyndikatet camorran löper parallellt med berättelsen om det svenska kulturlivet.
Debatten som följde på utgivningen var en av de livligaste debatter som fördes på de svenska kultursidorna 2007. Inlägg gjordes bland andra av kulturchefen på Dagens Nyheter. Frågor som togs upp var bland annat:
- Var går gränsen mellan roman och dokumentärt/biografi?
- Vilket ansvar ska en förläggare ta vid utgivning av kontroversiella och självutlämnande verk?
- I vilken utsträckning bör namngivna personer figurera i romaner?

Sedermera har många av de seriösa kritiker som ställde sig frågande till delar av boken när den kom, ändrat uppfattning. Idag betraktas den av många som ett av de mest banbrytande och intressanta svenska romanverken från det tjugoförsta århundradets början. Kritikern Carl-Johan Malmberg gick hårt åt Lundgrens verk när det utkom (dock utan att gå så långt som att klassificera författaren som "psykiskt instabil", vilket Dagens Nyheters Maria Schottenius gjorde). I en krönika i Svenska Dagbladet några år senare hade Malmberg hunnit få ett perspektiv på romanen:
| ”                                                             | Nu, ett par år efter publiceringen och turbulensen boken vållade med sina namngivna skurkar – kulturjournalister och författare i jagets närhet – ter den sig som en milstolpe. Det är den känslomässiga kraften men också det osovrade hos den, bristen på avklarnad form som är bokens styrka. Jag missade något av det när jag skrev om den här i SvD men jag imponerades av författarens önskan att totalöversätta sitt liv till en bok. | „ |
| – Artikeln "Strindbergs sena arvtagare", SvD 29 december 2009 | |   |

Genren på verket är något svårbestämd, vilket även behandlas i romanen. Bokens titel knyter an till Vilhelm Ekelunds formulering "myggen är värre än tigrarna", med vilket han menade att små tjuvnyp kan vara mer besvärande för någon än ett större angrepp.